# Urdès
Urdès [yʁdɛs] est une ancienne commune française située dans le département des Pyrénées-Atlantiques, en région Nouvelle-Aquitaine. Le 1er janvier 2024, elle fusionne avec Lacq pour former la commune nouvelle de Lacq.

## Géographie

### Localisation
La commune d'Urdès se trouve dans le département des Pyrénées-Atlantiques, en région Nouvelle-Aquitaine.
Elle se situe à 33 km par la route de Pau, préfecture du département, et à 6,6 km d'Artix, bureau centralisateur du canton d'Artix et Pays de Soubestre dont dépend la commune depuis 2015 pour les élections départementales. 
La commune fait en outre partie du bassin de vie d'Artix.
Les communes les plus proches sont : 
Castillon (2,7 km), Doazon (3,2 km), Arthez-de-Béarn (3,2 km), Lacq (4,2 km), Serres-Sainte-Marie (4,3 km), Arnos (4,8 km), Artix (5,2 km), Lacq (5,3 km).
Sur le plan historique et culturel, Urdès fait partie de la province du Béarn, qui fut également un État et qui présente une unité historique et culturelle à laquelle s’oppose une diversité frappante de paysages au relief tourmenté.
|                 | Castillon |                     |
| Arthez-de-Béarn | Urdès     | Doazon              |
|                 | Lacq      | Serres-Sainte-Marie |

### Évolution du territoire
Le 1er janvier 2024, la commune de Lacq fusionne avec la commune d'Urdès sous le régime de la commune nouvelle. Les deux anciennes communes deviennent communes déléguées. Le chef-lieu est fixé à la mairie l'ancienne commune de Lacq.

### Transport
Elle est desservie par les routes départementales D 233 et D 263.

### Hydrographie

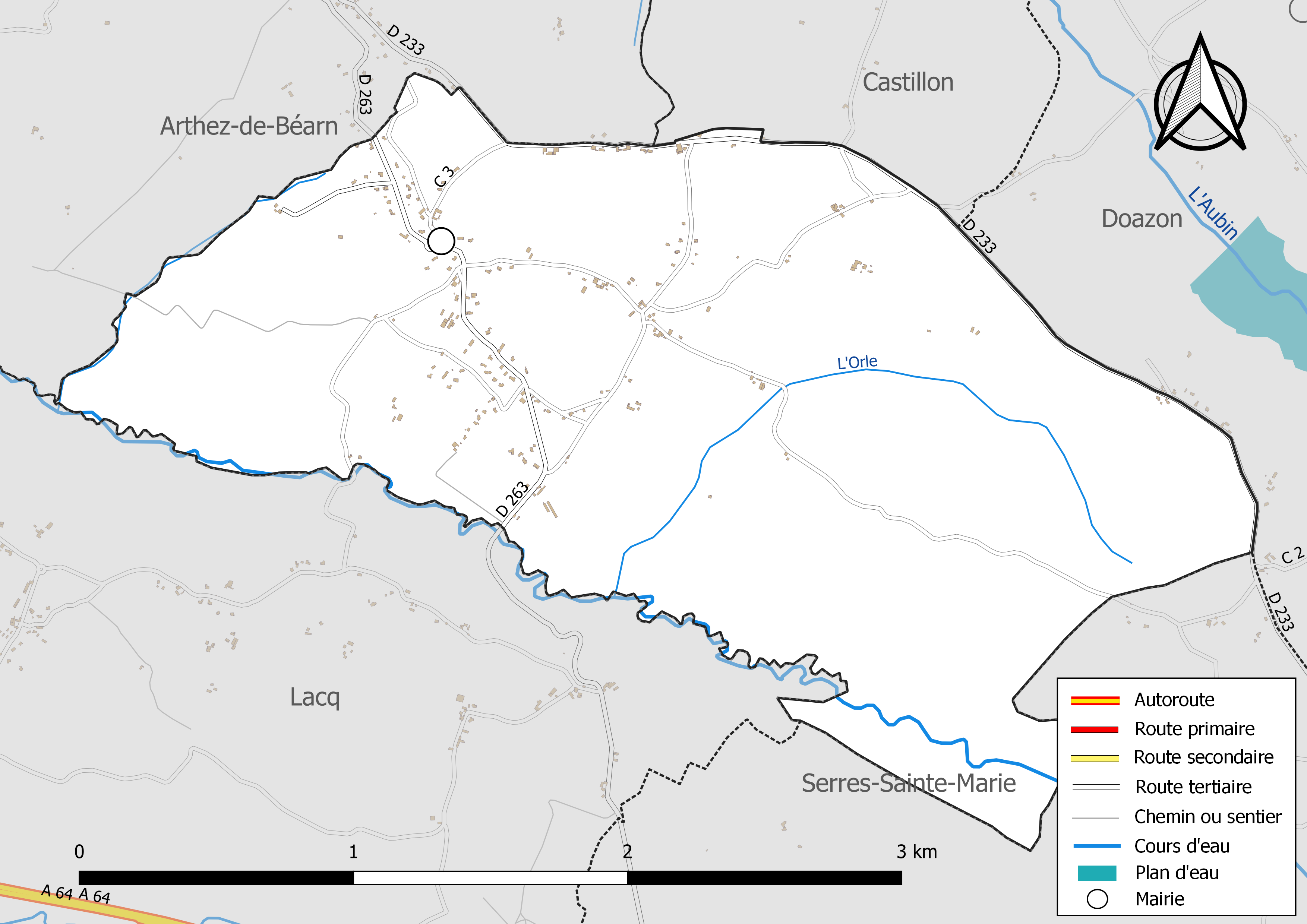
Réseaux hydrographique et routier d'Urdès.

La commune est drainée par la Géüle, l'Orle et par deux petits cours d'eau, constituant un réseau hydrographique de 6 km de longueur totale,.
La Géüle, d'une longueur totale de 21,2 km, prend sa source dans la commune de Denguin et s'écoule d'est en ouest. Elle traverse la commune et se jette dans le gave de Pau à Mont, après avoir traversé 9 communes.

### Climat
Pour des articles plus généraux, voir Climat de la Nouvelle-Aquitaine et Climat des Pyrénées-Atlantiques.
Historiquement, la commune est exposée à un climat de montagne.  
En 2020, Météo-France publie une typologie des climats de la France métropolitaine dans laquelle la commune est toujours exposée à un climat de montagne et est dans la région climatique Pyrénées atlantiques, caractérisée par une pluviométrie élevée (>1 200 mm/an) en toutes saisons, des hivers très doux (7,5 °C en plaine) et des vents faibles.
Pour la période 1971-2000, la température annuelle moyenne est de 13,3 °C, avec  une amplitude thermique annuelle de 14,2 °C. Le cumul annuel moyen de précipitations est de 1 176 mm, avec 11,8 jours de précipitations en janvier et 7,9 jours en juillet. Pour la période 1991-2020 la température moyenne annuelle observée sur la station météorologique la plus proche, située sur la commune de Pomps à 7 km à vol d'oiseau, est de 14,1 °C et le cumul annuel moyen de précipitations est de 1 062,2 mm,. Pour l'avenir, les paramètres climatiques de la commune estimés pour 2050 selon différents scénarios d’émission de gaz à effet de serre sont consultables sur un site dédié publié par Météo-France en novembre 2022.

### Milieux naturels et biodiversité

#### Réseau Natura 2000
Le réseau Natura 2000 est un réseau écologique européen de sites naturels d'intérêt écologique élaboré à partir des Directives « Habitats » et « Oiseaux », constitué de zones spéciales de conservation (ZSC) et de zones de protection spéciale (ZPS).
Un site Natura 2000 a été défini sur la commune au titre de la « directive Habitats » : le « gave de Pau », d'une superficie de 8 194 ha, un vaste réseau hydrographique avec un système de saligues encore vivace,.

## Urbanisme

### Typologie
Urdès est une commune rurale, car elle fait partie des communes peu ou très peu denses, au sens de la grille communale de densité de l'Insee,,,.
Par ailleurs la commune fait partie de l'aire d'attraction de Pau, dont elle est une commune de la couronne. Cette aire, qui regroupe 228 communes, est catégorisée dans les aires de 200 000 à moins de 700 000 habitants,.

### Occupation des sols

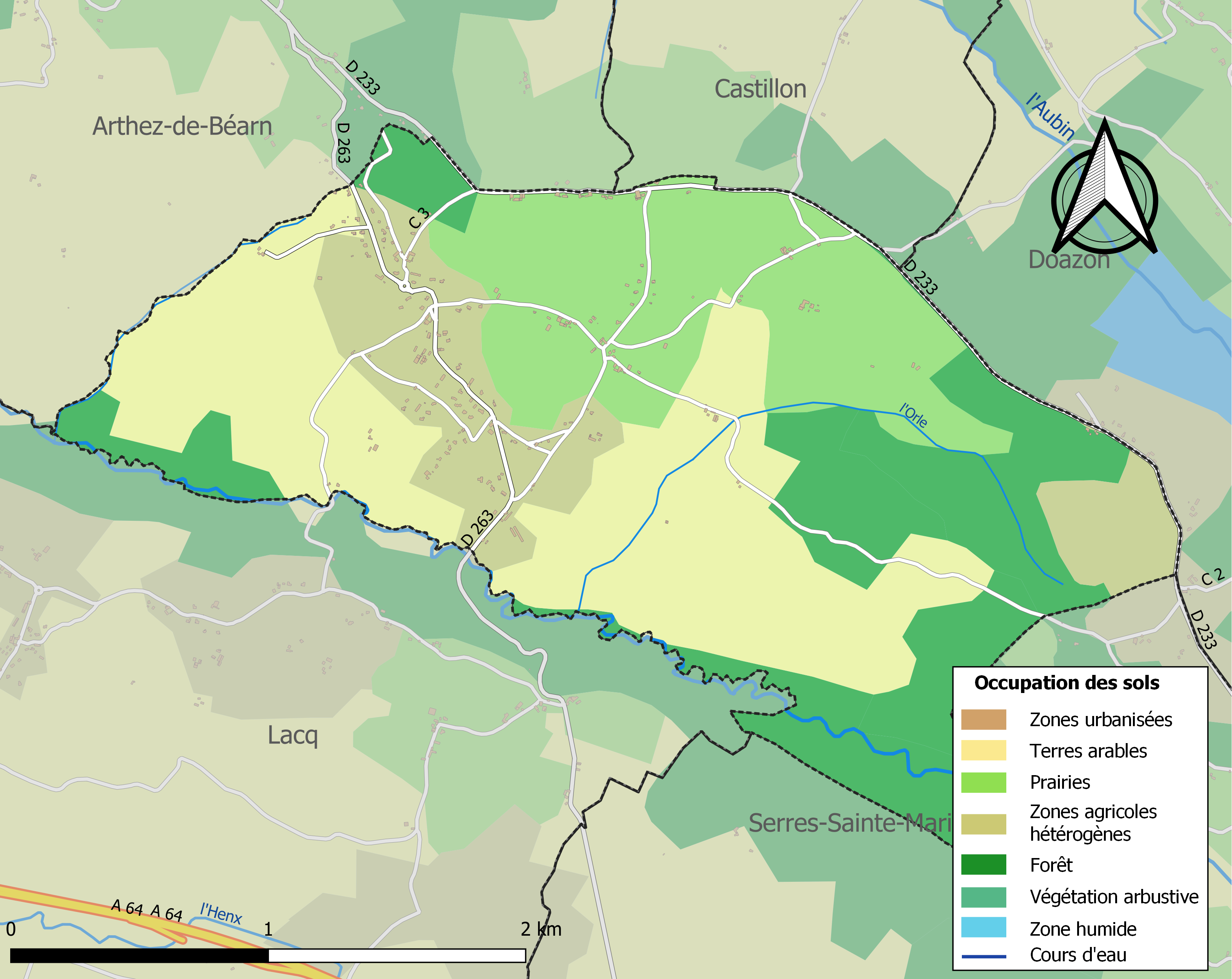
Carte des infrastructures et de l'occupation des sols de la commune en 2018 (CLC).

L'occupation des sols de la commune, telle qu'elle ressort de la base de données européenne d’occupation biophysique des sols Corine Land Cover (CLC), est marquée par l'importance des territoires agricoles (73,8 % en 2018), une proportion identique à celle de 1990 (74,1 %). La répartition détaillée en 2018 est la suivante : 
terres arables (34,2 %), forêts (26,1 %), prairies (24,2 %), zones agricoles hétérogènes (15,4 %). L'évolution de l’occupation des sols de la commune et de ses infrastructures peut être observée sur les différentes représentations cartographiques du territoire : la carte de Cassini (XVIIIe siècle), la carte d'état-major (1820-1866) et les cartes ou photos aériennes de l'IGN pour la période actuelle (1950 à aujourd'hui).

### Lieux-dits et hameaux
- le Bois ;
- l'Église ;
- la Géole ;
- Lasserre ;
- Loustalot ;
- Poueylas.

### Risques majeurs
Le territoire de la commune d'Urdès est vulnérable à différents aléas naturels : météorologiques (tempête, orage, neige, grand froid, canicule ou sécheresse) et séisme (sismicité modérée). Il est également exposé à un risque technologique,  le transport de matières dangereuses, et à un risque particulier : le risque de radon. Un site publié par le BRGM permet d'évaluer simplement et rapidement les risques d'un bien localisé soit par son adresse soit par le numéro de sa parcelle.

#### Risques naturels

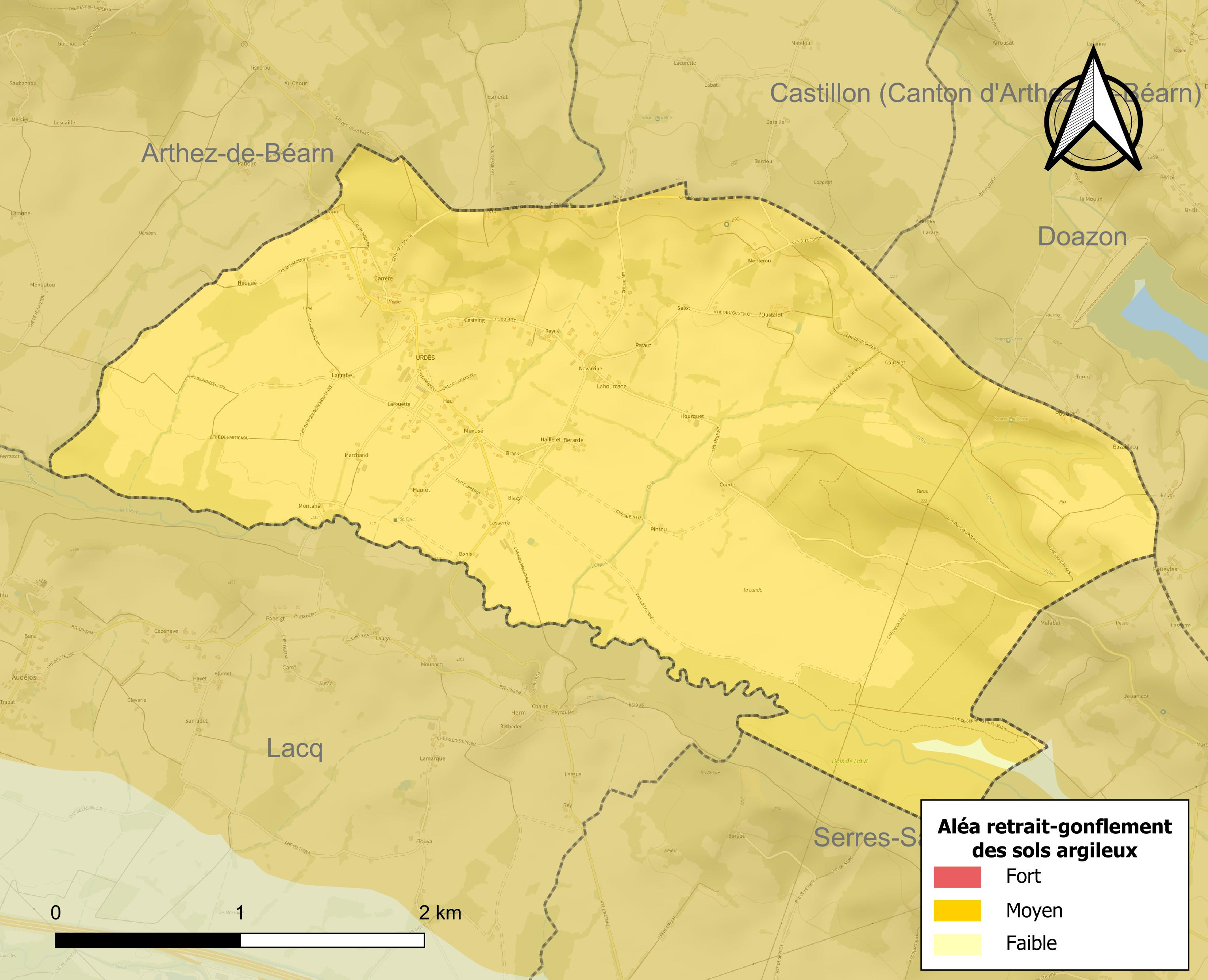
Carte des zones d'aléa retrait-gonflement des sols argileux d'Urdès.

Le retrait-gonflement des sols argileux est susceptible d'engendrer des dommages importants aux bâtiments en cas d’alternance de périodes de sécheresse et de pluie. 99,7 % de la superficie communale est en aléa moyen ou fort (59 % au niveau départemental et 48,5 % au niveau national). Depuis le 1er octobre 2020, en application de la loi ELAN, différentes contraintes s'imposent aux vendeurs, maîtres d'ouvrages ou constructeurs de biens situés dans une zone classée en aléa moyen ou fort,.
La commune a été reconnue en état de catastrophe naturelle au titre des dommages causés par les inondations et coulées de boue survenues en 1982, 1983, 2009 et 2013.

#### Risque particulier
Dans plusieurs parties du territoire national, le radon, accumulé dans certains logements ou autres locaux, peut constituer une source significative d’exposition de la population aux rayonnements ionisants. Selon la classification de 2018, la commune d'Urdès est classée en zone 2, à savoir zone à potentiel radon faible mais sur lesquelles des facteurs géologiques particuliers peuvent faciliter le transfert du radon vers les bâtiments.

## Toponymie
Le toponyme Urdès est mentionnée dès 1220 (titres de l'ordre de Saint-Jean de Jérusalem), et apparaît sous les formes 
Urdess (1286, titres de Béarn) et 
Urdeix (1376, montre militaire de Béarn).

## Histoire
Paul Raymond note qu'en 1385, la commune comptait 25 feux, et dépendait du bailliage de Pau.
Le 1er janvier 2024, Urdès fusionne avec Lacq sous la commune nouvelle de Lacq dont la création a été officialisée par un arrêté préfectoral du 7 novembre 2023.

### Les Hospitaliers
Paul Raymond note qu'Urdès est une ancienne dépendance de la commanderie de ordre de Saint-Jean de Jérusalem de Caubin.

## Politique et administration

### Fusion de communes
Lors des élections municipales de 2020, le maire évoque le rapprochement d'Urdès avec Lacq et indique que « l’étude se poursuit sereinement, s’est réjoui le maire, nous possédons déjà de nombreux points communs et ce regroupement est inéluctable ».

### Intercommunalité
Lacq était membre du « District de la zone de Lacq », avec 16 autres communes. Cette structure se transforme en communauté de communes, un établissement public de coopération intercommunale (EPCI) à fiscalité propre, le 15 juin 2000 qui prend la dénomination de communauté de communes de Lacq.
Celle-ci fusionne avec sa voisine pour former, le 1er janvier 2014, la communauté de communes de Lacq-Orthez, dont la commune est désormais membre.
Urdès appartient également en 2020 à d'autres  structures intercommunales :
- Syndicat du bassin versant des Luys ;
- le syndicat d’énergie des Pyrénées-Atlantiques ;
- le syndicat eau et assainissement des Trois Cantons ;
- l'Agence publique de gestion locale

### Liste des maires
| Période | Période                       | Identité         | Étiquette | Qualité                                                                          |
| ------- | ----------------------------- | ---------------- | --------- | -------------------------------------------------------------------------------- |
| 1989    | En cours (au 11 juillet 2020) | Christian Léchit |           | Vice-président de la CC de Lacq-Orthez (2014 → ) Réélu pour le mandat 2020-2026, |

## Population et société

### Démographie
En 2021, la commune comptait 304 habitants, en évolution de −0,33 % par rapport à 2015 (Pyrénées-Atlantiques : +3,78 %, France hors Mayotte : +2,11 %).
| 1793 | 1800 | 1806 | 1821 | 1831 | 1836 | 1841 | 1846 | 1851 |
| ---- | ---- | ---- | ---- | ---- | ---- | ---- | ---- | ---- |
| 306  | 266  | 271  | 223  | 268  | 288  | 288  | 313  | 297  |

| 1856 | 1861 | 1866 | 1872 | 1876 | 1881 | 1886 | 1891 | 1896 |
| ---- | ---- | ---- | ---- | ---- | ---- | ---- | ---- | ---- |
| 275  | 275  | 260  | 227  | 237  | 263  | 245  | 244  | 235  |

| 1901 | 1906 | 1911 | 1921 | 1926 | 1931 | 1936 | 1946 | 1954 |
| ---- | ---- | ---- | ---- | ---- | ---- | ---- | ---- | ---- |
| 244  | 249  | 232  | 186  | 171  | 175  | 158  | 160  | 150  |

| 1962 | 1968 | 1975 | 1982 | 1990 | 1999 | 2006 | 2007 | 2012 |
| ---- | ---- | ---- | ---- | ---- | ---- | ---- | ---- | ---- |
| 179  | 153  | 146  | 171  | 207  | 224  | 261  | 266  | 292  |

| 2017 | 2021 | - | - | - | - | - | - | - |
| ---- | ---- | - | - | - | - | - | - | - |
| 305  | 304  | - | - | - | - | - | - | - |

### Enseignement
Urdès dispose d'une école d'une classe, intégrée en 2019 à un regroupement pédagogique intercommunal regroupant Lacq et Urdès, permettant selon le maire de sauver l'école,.

## Culture locale et patrimoine

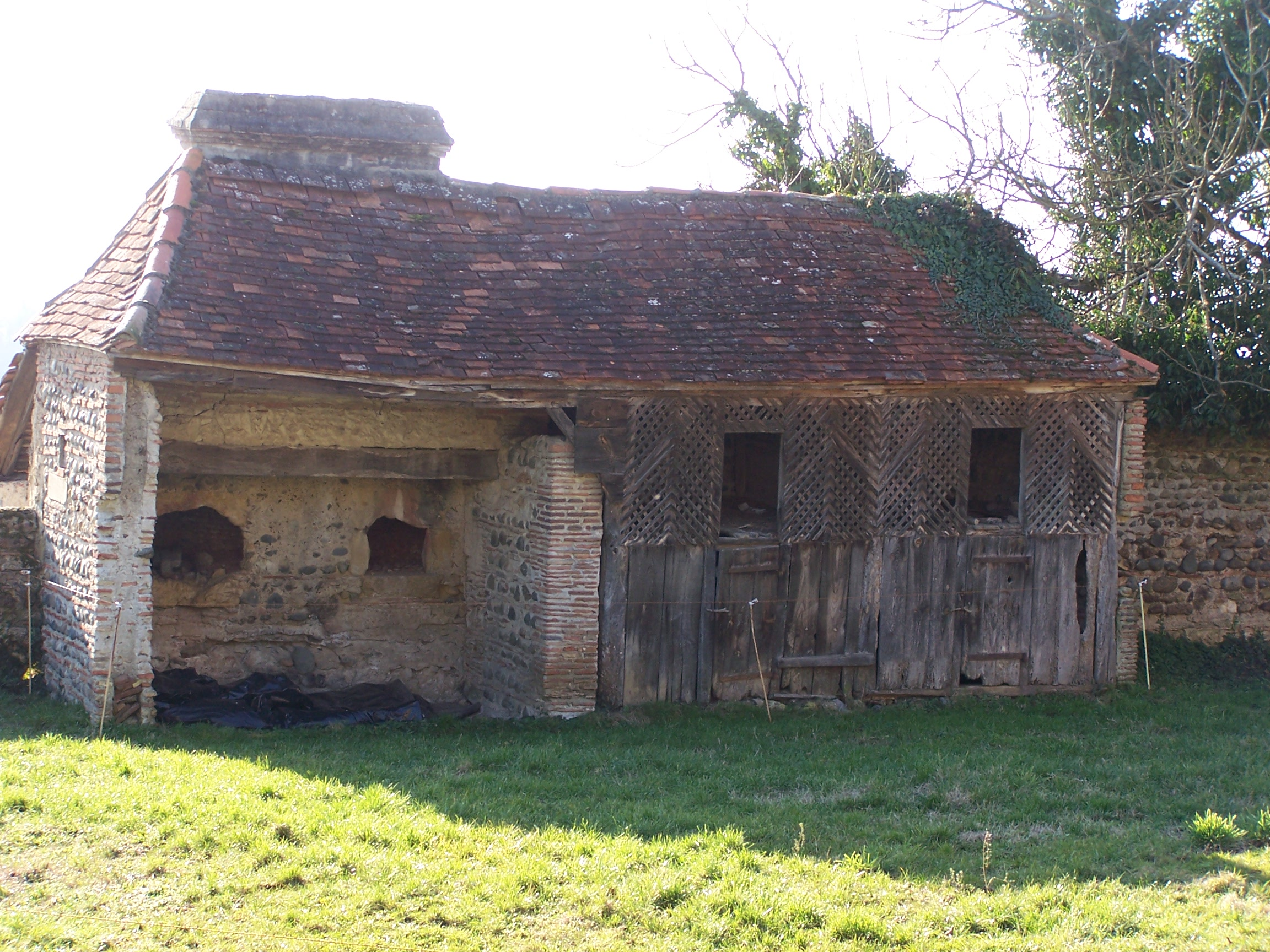
Ancien four à pain à Urdès.

### Lieux et monuments
- Ancien four à pain.
- Église Saint-Barthélémy.